# Monson (Maine)
Monson es un pueblo ubicado en el condado de Piscataquis en el estado estadounidense de Maine. En el Censo de 2010 tenía una población de 686 habitantes y una densidad poblacional de 5,39 personas por km².

## Geografía
Monson se encuentra ubicado en las coordenadas 45°17′50″N 69°29′57″O / 45.29722, -69.49917. Según la Oficina del Censo de los Estados Unidos, Monson tiene una superficie total de 127.18 km², de la cual 121.17 km² corresponden a tierra firme y (4.72%) 6.01 km² es agua.

## Demografía
Según el censo de 2010, había 686 personas residiendo en Monson. La densidad de población era de 5,39 hab./km². De los 686 habitantes, Monson estaba compuesto por el 96.79% blancos, el 0.29% eran afroamericanos, el 0.58% eran amerindios, el 0.15% eran asiáticos, el 0% eran isleños del Pacífico, el 0.15% eran de otras razas y el 2.04% pertenecían a dos o más razas. Del total de la población el 1.17% eran hispanos o latinos de cualquier raza.